# Tipula (Vestiplex) fragilicornis
Tipula (Vestiplex) fragilicornis is een tweevleugelige uit de familie langpootmuggen (Tipulidae). De soort komt voor in het Palearctisch gebied.